# Let the Dominoes Fall
Let the Dominoes Fall es el séptimo álbum de estudio del grupo musical de punk rock estadounidense Rancid. Fue publicado el 2 de junio de 2009 por Hellcat Records y Epitaph Records. Es su primer álbum de material nuevo en casi seis años, después de Indestructible de 2003, y el primero con el baterista Branden Steineckert, quien se unió a la banda en 2006 después de la partida del baterista fundador Brett Reed.
El lapso de casi seis años entre Indestructible y Let the Dominoes Fall fue la brecha más larga de Rancid entre álbumes de estudios en su carrera. La banda había comenzado a trabajar en nuevo material después de su pausa temporal en 2004, pero no mostró signos de un nuevo álbum hasta enero de 2008, cuando anunciaron que habían comenzado a grabar con el productor y guitarrista de Bad Religion Brett Gurewitz. El proceso de escritura y grabación del nuevo álbum finalmente terminó en febrero de 2009.

## Antecedentes y composición
Tras el lanzamiento de Indestructible en 2003, el grupo quedó inactivo con cada uno de los miembros haciendo giras o lanzando álbumes con otras bandas. Después de una pausa en 2004, Rancid comenzó a escribir su seguimiento de Indestructible un año después. En noviembre de 2005, se anunció que la banda había comenzado a trabajar en una «gran cantidad de material nuevo» para el álbum y el guitarrista Lars Frederiksen mencionó que saldría a la luz en algún momento de 2006. El 13 de abril de 2006, Rancid publicó una actualización de su página de Myspace y mencionó que el álbum se lanzaría en la primavera de 2007.
Más tarde, se anunció que la fecha de lanzamiento se había cambiado para el verano/otoño de 2007, a pesar de la agenda de giras en solitario del líder Tim Armstrong, apoyando su primer álbum titulado A Poet's Life . El 3 de noviembre, se anunció que el baterista Brett Reed dejaba la banda. Su puesto fue ocupado por Branden Steineckert, originalmente miembro de The Used. El sitio Alternative Press mencionó que el grupo iba a grabar un nuevo álbum a principios de 2007, con una fecha de lanzamiento proyectada para mediados de 2007. El 12 de junio de 2007, Steineckert publicó en su blog de MySpace que se esperaba que los miembros de Rancid volvieran a estar juntos en otoño para comenzar a escribir el álbum y luego reanudar la grabación en enero de 2008. En diciembre de ese año, se informó que Rancid había terminado de escribir el álbum.
La grabación del álbum en Skywalker Sound comenzó en enero de 2008. El álbum se completó a principios de febrero de 2009. El álbum es el cuarto de la banda con el productor Gurewitz, quien anteriormente trabajó con la banda en Let's Go, su álbum homónimo de 2000 y el álbum anterior, Indestructible.
Algunas canciones conocidas que quedaron fuera del álbum incluyen «Darlene», que fue reelaborada en el álbum homónimo de Devils Brigade; «Just For Tonight», que fue reelaborada para el álbum Sings RocknRoll Theatre de Tim Armstrong; y la versión eléctrica de «The Highway».

## Lanzamiento
«Last One to Die» estuvo disponible para su transmisión el 7 de abril de 2009 a través de la página de Myspace de la banda. A partir del 26 de mayo, el álbum se pudo escuchar en MySpace por completo. Let the Dominoes Fall estuvo disponible para su transmisión el 26 de mayo en su perfil de Myspace, antes de ser lanzado el 2 de junio a través de Hellcat Records. «Up to No Good» fue lanzado como el segundo sencillo del álbum. Se lanzó una edición de lujo del álbum que incluía un CD extra de todo el álbum en forma acústica, un DVD con un documental sobre la realización del álbum, tres carteles y cuatro púas de guitarra. En junio y julio, la banda acompañó a Rise Against en su gira principal por los Estados Unidos.

## Lista de canciones
Todas las canciones escritas y compuestas por Tim Armstrong, excepto donde se indica. 
| CD / Descarga digital |                                                       |                                  |          |  |
| N.º                   | Título                                                | Voz principal                    | Duración |  |
| 1.                    | «East Bay Night»                                      | Armstrong                        | 2:05     |  |
| 2.                    | «This Place»                                          | Armstrong                        | 1:03     |  |
| 3.                    | «Up to No Good» (escrita por Rancid y Brett Gurewitz) | Armstrong                        | 2:40     |  |
| 4.                    | «Last One to Die»                                     | Armstrong                        | 2:23     |  |
| 5.                    | «Disconnected»                                        | Armstrong, Frederiksen y Freeman | 2:00     |  |
| 6.                    | «I Ain't Worried»                                     | Armstrong, Frederiksen y Freeman | 2:36     |  |
| 7.                    | «Damnation»                                           | Armstrong                        | 1:30     |  |
| 8.                    | «New Orleans»                                         | Frederiksen                      | 3:04     |  |
| 9.                    | «Civilian Ways»                                       | Armstrong                        | 4:11     |  |
| 10.                   | «The Bravest Kids»                                    | Armstrong                        | 1:36     |  |
| 11.                   | «Skull City»                                          | Armstrong                        | 2:51     |  |
| 12.                   | «LA River»                                            | Freeman                          | 2:35     |  |
| 13.                   | «Lulu»                                                | Armstrong                        | 2:11     |  |
| 14.                   | «Dominoes Fall»                                       | Armstrong                        | 2:43     |  |
| 15.                   | «Liberty and Freedom»                                 | Armstrong                        | 2:45     |  |
| 16.                   | «You Want It, You Got It»                             | Armstrong, Frederiksen y Freeman | 1:36     |  |
| 17.                   | «Locomotive»                                          | Armstrong                        | 1:38     |  |
| 18.                   | «That's Just the Way It Is Now»                       | Armstrong                        | 2:52     |  |
| 19.                   | «The Highway»                                         | Armstrong                        | 3:10     |  |
| 45:29                 |                                                       |                                  |          |  |

| Bonus track (iTunes version) |                 |               |          |  |
| N.º                          | Título          | Voz principal | Duración |  |
| 20.                          | «Oil and Opium» | Armstrong     | 1:49     |  |
| 1:49                         |                 |               |          |  |

| Bonus track (japanese edition) |                                |               |          |  |
| N.º                            | Título                         | Voz principal | Duración |  |
| 20.                            | «Outgunned (electric version)» | Armstrong     | 2:13     |  |
| 2:13                           |                                |               |          |  |

### Let the Dominoes Fallversión acústica
Se lanzó una versión del álbum en CD con un disco extra de versiones acústicas de las canciones del álbum. Estas canciones también se incluyen en ediciones ampliadas del álbum en tiendas de descargas digitales como ITunes Store y Amazon MP3.

Todas las canciones escritas y compuestas por Tim Armstrong, excepto donde se indica. 
| CD / Descarga digital |                           |          |  |
| N.º                   | Título                    | Duración |  |
| 1.                    | «East Bay Night»          | 2:07     |  |
| 2.                    | «LA River»                | 2:43     |  |
| 3.                    | «I Ain't Worried»         | 2:44     |  |
| 4.                    | «This Place»              | 1:03     |  |
| 5.                    | «Disconnected»            | 1:53     |  |
| 6.                    | «Liberty and Freedom»     | 3:04     |  |
| 7.                    | «Dominoes Fall»           | 2:54     |  |
| 8.                    | «New Orleans»             | 2:48     |  |
| 9.                    | «You Want It, You Got It» | 2:12     |  |
| 10.                   | «Outgunned»               | 2:16     |  |
| 11.                   | «The Bravest Kids»        | 1:34     |  |
| 12.                   | «Last One To Die»         | 2:18     |  |
| 27:36                 |                           |          |  |

## Personal
- Tim Armstrong – vocales, guitarra, productor, remezclas, fotografía
- Lars Frederiksen – vocales, guitarra, productor, fotografía
- Matt Freeman – bajo
- Branden Steineckert – batería